# Überdruck

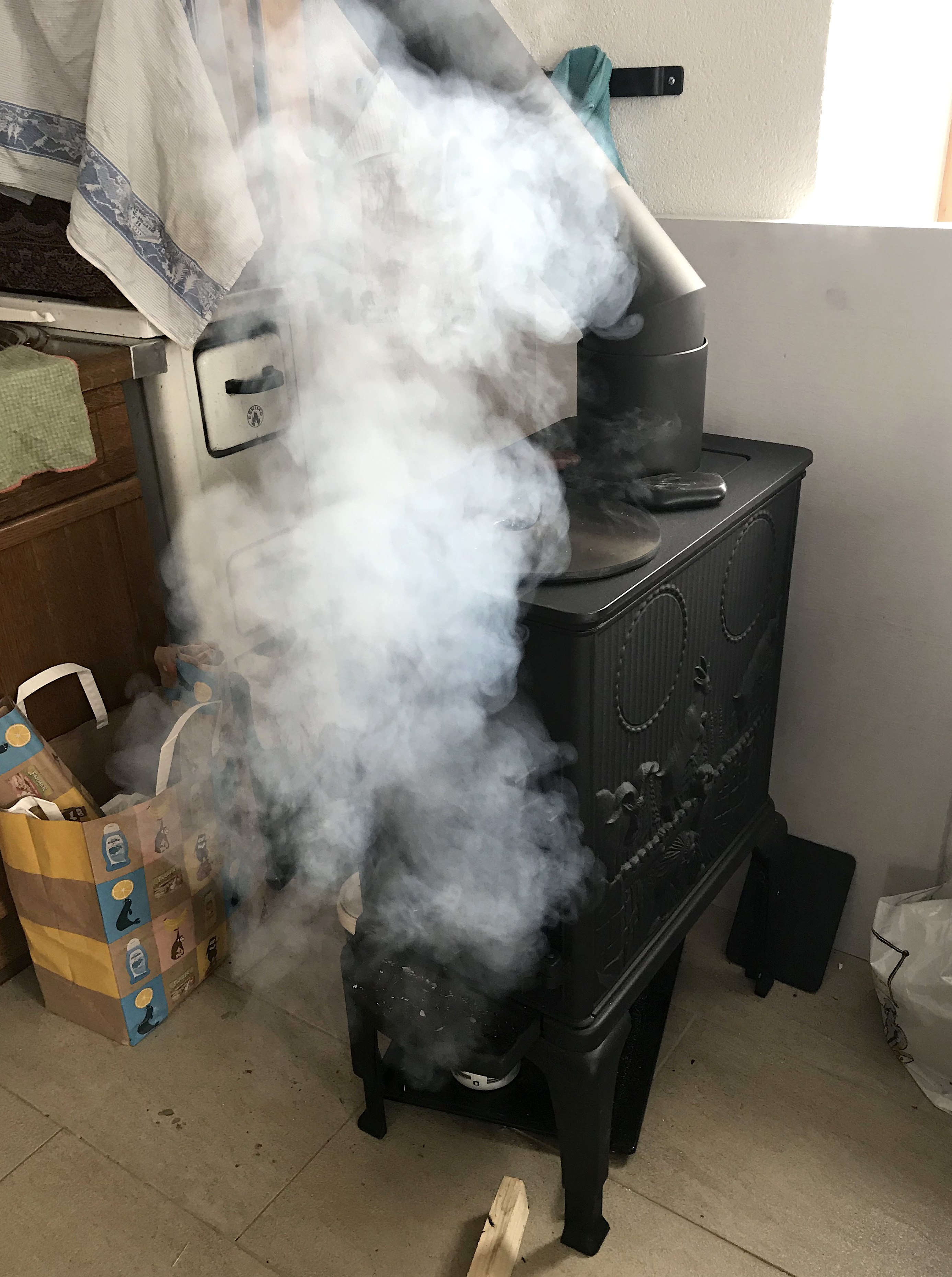
Rauchaustritt bei einem Holzofen wegen Überdruck auf der Schornsteinseite

Überdruck ist die Bezeichnung für Druck, der relativ zum Atmosphärendruck bzw. Luftdruck gemessen wird. Die Bezeichnung wird in aktuellen Normen wieder verwendet und kann nach deren Definition auch negativ sein. Dieses entspricht dann der nicht mehr verwendeten Bezeichnung Unterdruck.
Druck wurde früher in at (technische Atmosphäre) bzw. atm (physikalische Atmosphäre) gemessen, Überdruck in atü (Atmosphären-Überdruck), wobei der Zahlenwert des Überdrucks um genau 1 niedriger lag als der absolute Druck. Diese Einheit wird heute nicht mehr verwendet, an ihre Stelle ist die Einheit Pascal bzw. bar getreten.

## Anwendungen

### Reinraum
In einem Reinraum wird das Eindringen von Staub dadurch verhindert, dass in dem Raum permanent Überdruck herrscht.

### Tunnelbau
In den Anfängen des Tunnelbaus wurde, insbesondere bei Flussunterquerungen, das Eindringen von Wasser durch den in der Tunnelröhre herrschenden Überdruck verhindert. Die physikalischen Eigenschaften eines künstlich aufgebauten Überdrucks macht man sich unter anderem beim modernen Tunnelbau als Sicherheitsmaßnahme zunutze, indem man schon bei der Konzipierung einer Tunnelanlage einen Nebenstollen baut, in welchem Überdruck herrscht. Wenn nun ein Brand ausbricht, können Rettungseinheiten zur Unfallstelle gelangen, ohne die verrauchte Tunnelröhre benutzen zu müssen.

### Gebäudesicherheit
Moderne Gebäude, vor allem Hochhäuser, besitzen häufig ein oder mehrere Treppenhäuser, die mit einem Überdrucksystem ausgestattet sind. Vergleichbar mit der Anwendung im Tunnelbau, dienen diese hier ebenfalls dazu, toxischen Rauch von den Fluchtwegen fernzuhalten.
Durch ein Feuer in einer Etage steigt der Druck der Luft durch die Ausdehnung an (warme Luft dehnt sich aus). Da das Volumen im Regelfall beschränkt ist, kommt es zum Druckanstieg. Flüchtet jetzt eine Person aus dieser Etage, könnte Rauch aus der Etage in das Treppenhaus gelangen. Durch einen höheren Druck im Treppenhaus (15Pa min bis 100Pa max gegenüber Umgebungsdruck) wird dies verhindert. Somit bleibt das Treppenhaus rauchfrei und kann ohne Gefahr zur Flucht benutzt werden.

### Brückenbau
Zur Gründung von Brückenpfeilern unter der Wasseroberfläche werden häufig nach unten offene Senkkästen (Caissons) eingesetzt, in die von außen Pressluft eingeleitet wird, um das Wasser zu verdrängen und ein trockenes Arbeiten zu ermöglichen.

### Militär
Wichtige militärische Anlagen, wie zum Beispiel Bunker, aber auch Fahrzeuge wie Panzer werden mit einem Überdrucksystem ausgestattet, um das Eindringen von Kampfstoffen (ABC-Schutz) zu verhindern.

### Lagerung und Transport von Gasen
Gase, insbesondere Druckgase, werden unter oft hohem Überdruck bis hin zur Verflüssigung transportiert oder gelagert. Dies geschieht sowohl in Rohrleitungen (etwa Transport von Erdgas) als auch in Druckbehältern (bspw. Erdgas- und Wasserstofftanks in Fahrzeugen) und Gasflaschen (vor allem chemische und medizinische Anwendungen).

### Weitere Anwendungen
- Reifen
- Prallluftschiffe
- Schnellkochtopf
- Gerätetauchen
- Dekompressionskammer

## Erzeugung
Überdruck in einem Raum entsteht dadurch, dass zum gleichen Zeitpunkt ein größerer Volumenstrom in diesen Raum eingebracht als abgeführt wird, oder der vorhandene Raum verringert wird, ohne dass Material den Raum verlassen kann (Hubraum in einem Kolben).